# Dolcinien
Les Dolciniens (ou Dulcinites) étaient un mouvement religieux chrétien considéré comme une hérésie par l'Église catholique du début du XIVe siècle.
Prosélytes itinérants, ils étaient adeptes de Fra Dolcino, lui-même disciple de Gherardo Segarelli, qui leur promettait la vie apostolique du Christ, rejetant les richesses en prônant une pauvreté absolue et communiant dans l'amour avec tous les êtres vivants, animaux y compris.
Le roman Le Nom de la rose de Umberto Eco en parle et compte deux personnages évocateurs de ceux qui devaient constituer les adeptes de Dolcino : un simple d'esprit et un révolté. Leur cri de ralliement était « Penitenziagite », dérivé de penitentiam agite, « faites pénitence ».
Fra Dolcino fut brûlé en 1307 et ses disciples — considérés comme hérétiques — étaient également destinés au bûcher.